# آنسالونگا
آنسالونگا (به لاتین: Ansalonga) یک روستا در آندورا با جمعیت ۴۴ نفر است که در اوردینو واقع شده‌است.